# Georg Hilgers
Georg Hilgers (* 23. Januar 1879 in Mönchengladbach, Rheinprovinz; † 1944) war ein deutscher Maler und Radierer der Düsseldorfer Schule.

## Leben
Nach dem Besuch der Kunstgewerbeschule Düsseldorf studierte Hilgers ab 1904 Malerei an der Kunstakademie Düsseldorf. Er wirkte als Figurenmaler, schuf Landschaften und Stillleben. Außerdem war er als Bühnenmaler tätig. 1917 und 1920 stellte er in der Großen Kunstausstellung Düsseldorf aus. Ende der 1930er Jahre bereiste er Asien und lehrte an der Katholischen Universität Peking.